# Challenger de Eskisehir
El Eskişehir Cup es un torneo de tenis celebrado en Eskişehir, Turquía desde 2013. El evento forma parte del ATP Challenger Tour y se juega en canchas duras.

## Finales anteriores

### Individuales
| Año  | Campeón       | Finalista       | Resultado      |
| ---- | ------------- | --------------- | -------------- |
| 2015 | Paolo Lorenzi | Íñigo Cervantes | 7–6(4), 7–6(5) |
| 2013 | David Goffin  | Marsel Ilhan    | 4-6, 7-5, 6-2  |

### Dobles
| Año  | Campeón                    | Finalista                             | Resultado           |
| ---- | -------------------------- | ------------------------------------- | ------------------- |
| 2015 | Sergey Betov Mikhail Elgin | Chen Ti Ruan Roelofse                 | 6–4, 6–7(2), [10–7] |
| 2013 | Marin Draganja Mate Pavić  | Sanchai Ratiwatana Sonchat Ratiwatana | 6-3, 3-6, [10-7]    |